# Grand-Santi
Grand-Santi is een gemeente in Frans-Guyana. De gemeente telde 9.390 inwoners op 1 januari 2022. De naamgevende hoofdplaats van de gemeente is gelegen is aan de Lawa een bovenloop van de Marowijne die in het Frans Maroni wordt genoemd en de grens met Suriname vormt. Het dorp kan bereikt worden via de rivier en per lucht naar het vliegveld van Grand-Santi.
De bevolking van Grand-Santi bestaat voornamelijk uit Aukaanse marrons en Surinaamse vluchtelingen. In het vredesverdrag van 1860 tussen de Aukaners en de Aluku was de rivier de Lawa ten noorden van Abouna Sounga toegekend aan de Aukaners.
In 1930 werd Grand-Santi een onderdeel van Inini, een niet-zelfstandig gebied dat rechtstreeks door de gouverneur werd bestuurd. In 1969 werd de commune (gemeente) Papaichton/Grand Santi/Apatou opgericht en kreeg het gebied een democratisch bestuur met burgemeester en wethouders. In 1993 werd Grand-Santi een zelfstandige gemeente.

## Demografie
Grand-Santi was zeer dunbevolkt met 754 inwoners in een gebied van 2.123 km² in 1982, maar is fors gestegen naar 8.779 inwoners in 2019.

## Dorpen
- Belikampoe

## Galerij

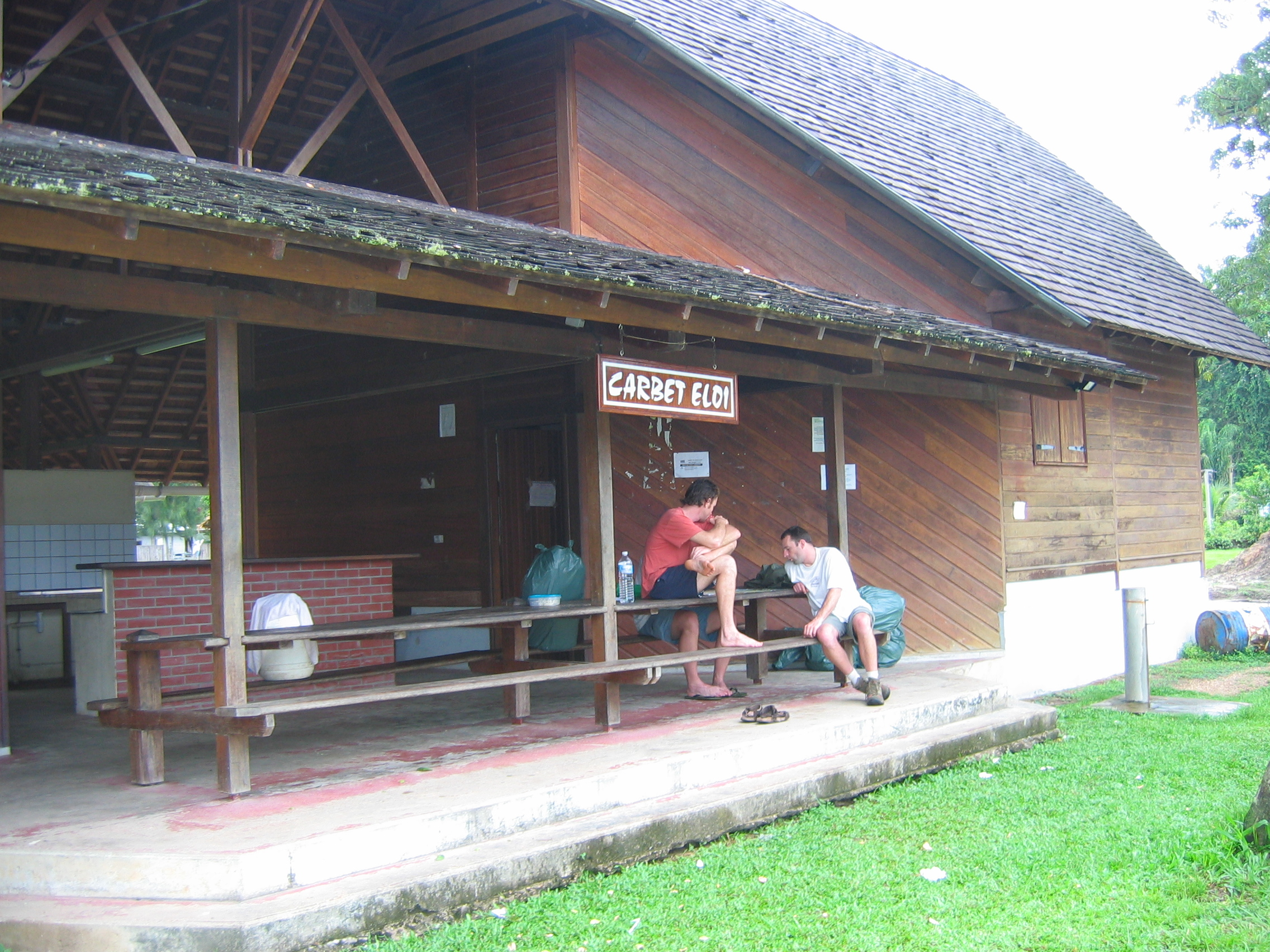
Carbet (schuilplaats)
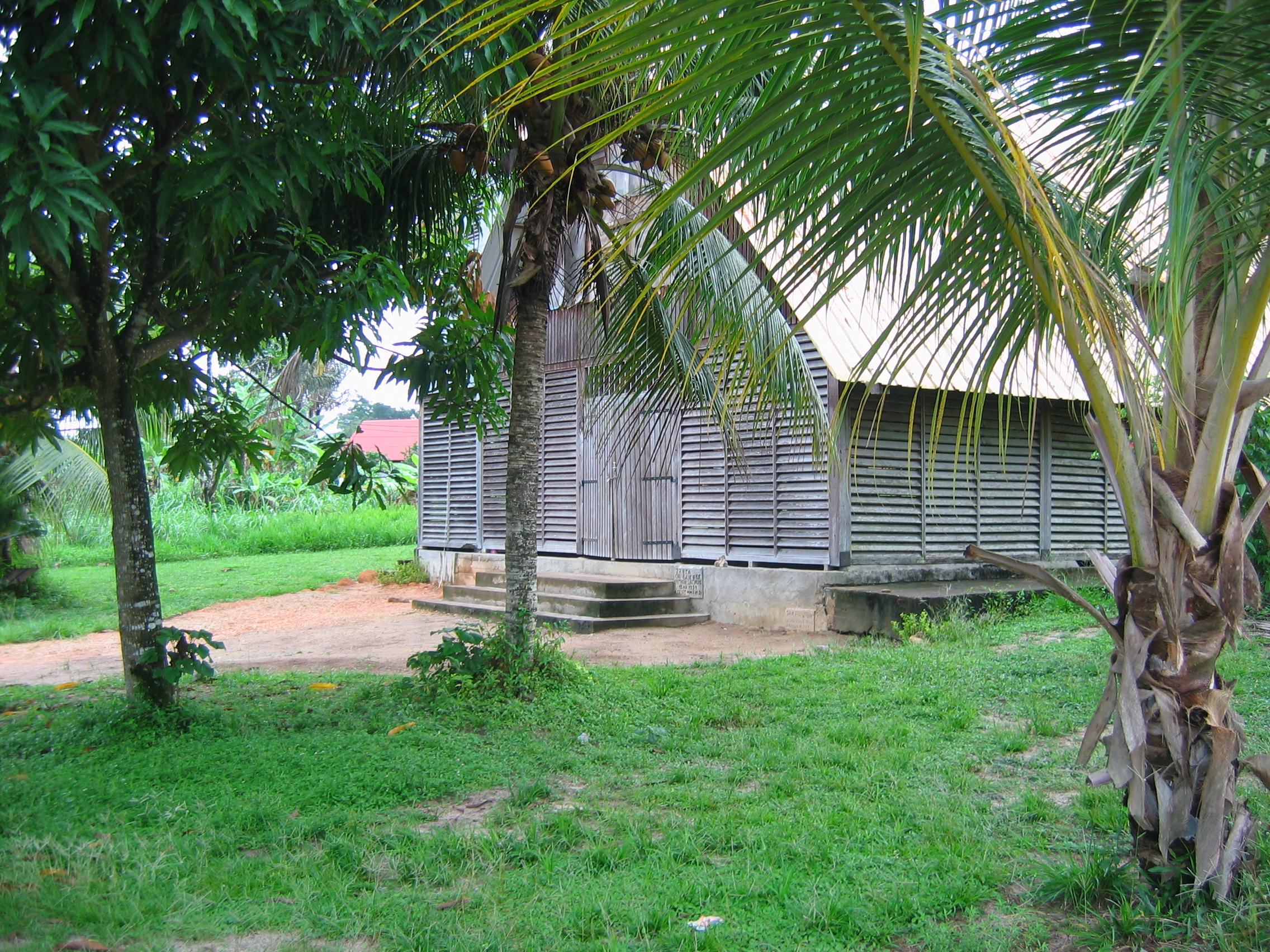
Johannes de Doperkerk
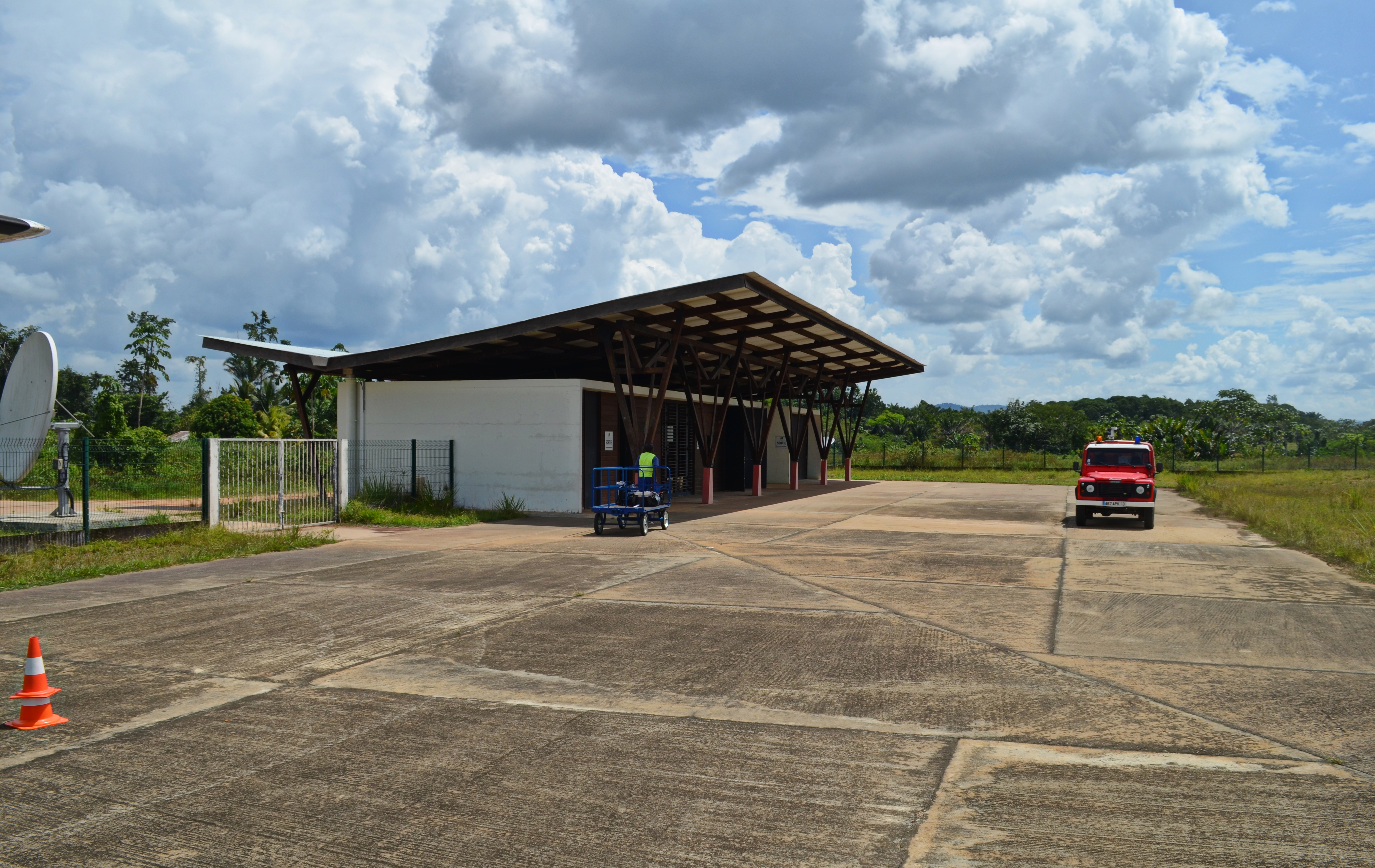
Vliegveld
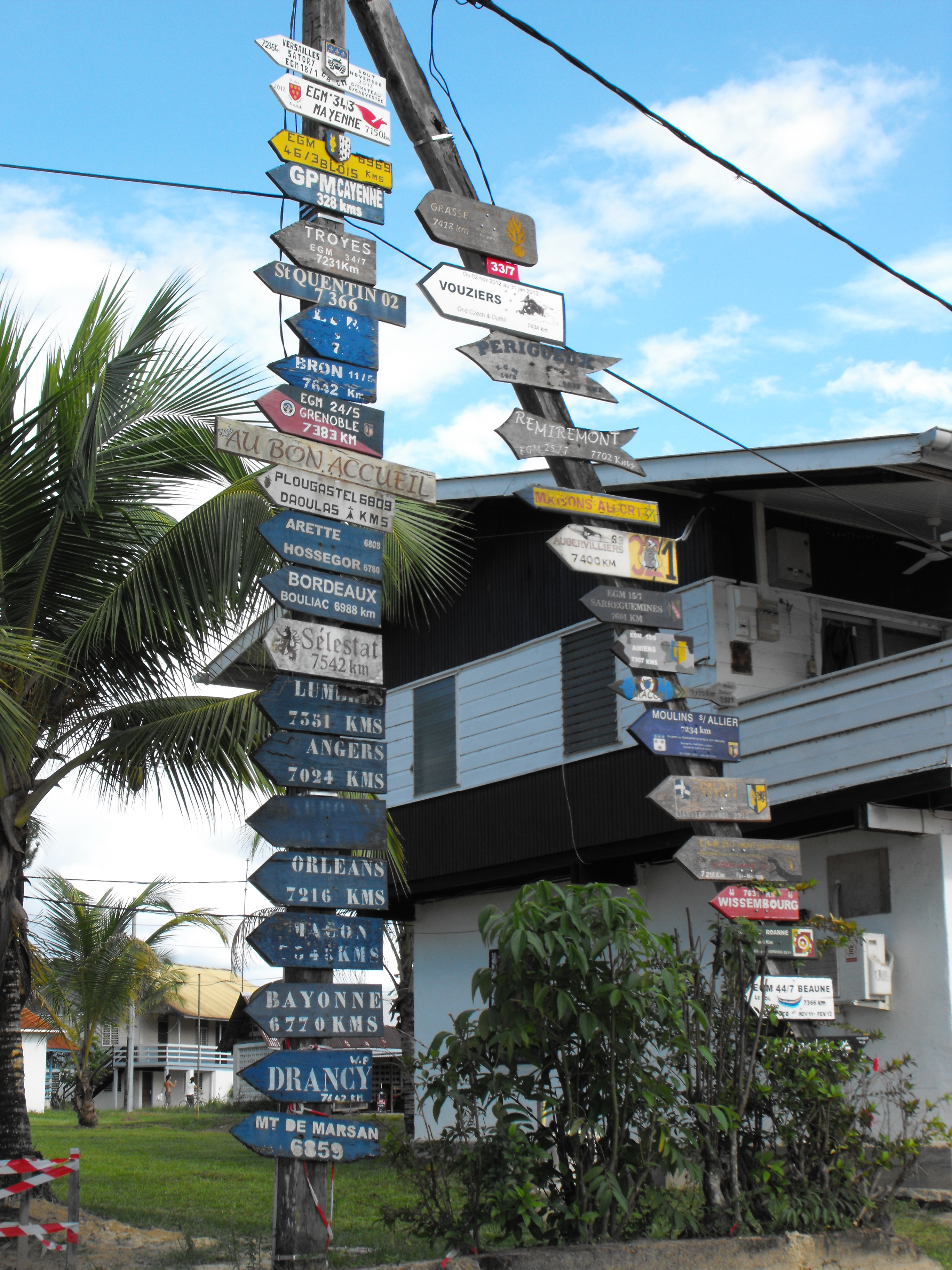
Afstandpaal
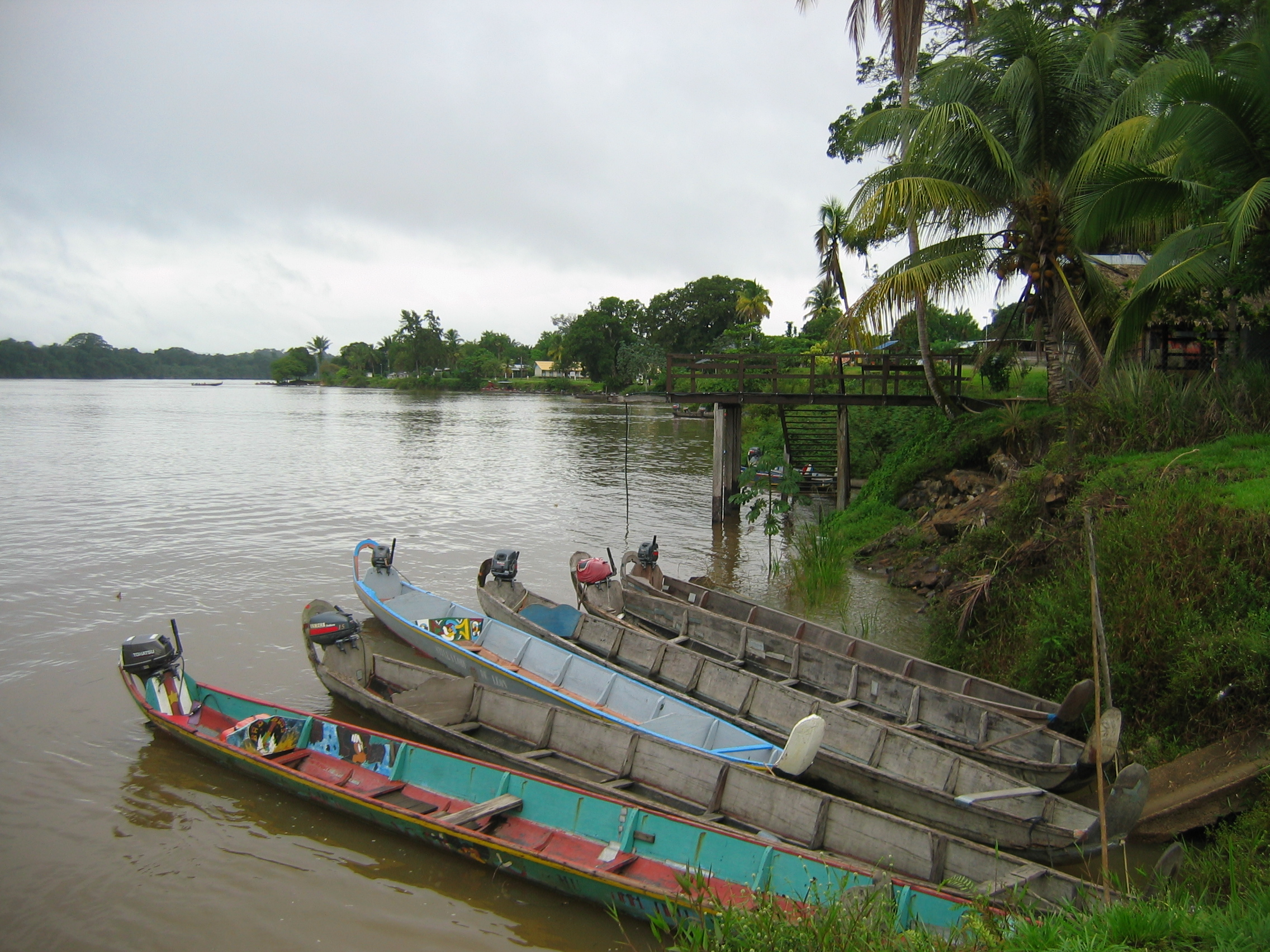
Lawarivier